# Salix jishiensis
Salix jishiensis är en videväxtart som beskrevs av C.F. Fang och J.Q. Wang. Salix jishiensis ingår i släktet viden, och familjen videväxter. Inga underarter finns listade i Catalogue of Life.